# Larry Harlow
 (août 2021).
Si vous disposez d'ouvrages ou d'articles de référence ou si vous connaissez des sites web de qualité traitant du thème abordé ici, merci de compléter l'article en donnant les références utiles à sa vérifiabilité et en les liant à la section « Notes et références ».
Pour les articles homonymes, voir Harlow (homonymie).
Larry Harlow est un musicien multi-instrumentiste (principalement pianiste) américain, chef d'orchestre de salsa et de jazz, né Lawrence Ira Kahn à Brooklyn (New York) le 20 mars 1939 et mort le 20 août 2021 dans la même ville. 
Il est affectueusement surnommé El Judío Maravilloso (le Merveilleux Juif).

## Biographie
Larry Harlow a été élevé dans une famille musicale d'origine juive. Il a commencé à étudier le piano à l'âge de cinq ans. Il a grandi avec son frère cadet Andy dans un quartier où juifs et portoricains se côtoyaient.
Larry Harlow a suivi des cours au Lycée d'art et de Musique de Manhattan, où il a reçu une formation classique : piano, orgue, hautbois, cor anglais, flûte, basse, harmonie et composition. Il s'est converti au jazz et est devenu un pianiste de jazz accompli.
Larry Harlow était parmi les pionniers du label Fania. Avec la Fania, il a lui-même enregistré plus de cinquante albums, et il a produit plus de 100 albums d'autres artistes. Parmi ses albums les plus populaires figurent Abran Paso et Tributo a Arsenio Rodríguez avec Ismael Miranda en tant que chanteur principal.
Après avoir écouté de la musique latine chez les disquaires du Spanish Harlem de New York, il a commencé à rechercher des musiciens latinos jouant dans la rue. Il a poursuivi ses études de musique à l'Université de Brooklyn, et a passé ses premières vacances de Noël à La Havane, où il a commencé . Il est retourné en Cuba pendant presque trois ans pour étudier et faire des recherches sur la musique de l'île.
De retour à New York, Larry Harlow a commencé à travailler avec des orchestres de musique latine existants puis il s'est décidé à monter son propre orchestre. Après huit mois passés à rechercher de bons musiciens, son premier orchestre a fait ses débuts au club Chez Jos' de New York.
Il a sorti Heavy Smokin' sur le label Fania. À ce moment-là, l'Orchestre comprenait une section de trombone/trompette. Larry Harlow a fait découvrir le trompettiste cubain Alfredo "Chocolate" Armenteros et le tromboniste Mark Weinstein, qui a arrangé l'album avec lui.
Le chanteur principal Felo Brito a été remplacé par Monguito sur l'album complémentaire Bajándote.
Larry Harlow a d'abord vu le jeune Ismael Miranda chanter avec le groupe de son frère Andy et l'a embauché en juillet 1967 comme chanteur principal, marquant le point de départ d'une période de cinq ans de succès avec l'orchestre.
Le premier album avec Ismael Miranda, âgé alors de 18 ans, était El Exigente, avec une pochette psychédélique , il incluait le tube La Contraria écrite, avec deux autres chansons, par Bobby Valentin, qui a joué la guitare basse et a été le coarrangeur.
Le premier disque d'or de Larry Harlow a été Mi Mono y Yo, qui comprenait une reprise version musique latine de John Lennon et Paul McCartney Everybody's Got Something To Hide Except Me And My Monkey et d'autres chansons comme El Malecón et Mi Madre, coécrite par Larry Harlow et Ismael Miranda.
Les albums suivants ont eu beaucoup de succès, notamment :
- Electric Harlow, où il jouait du piano électrique
- Abran Paso !, dont le titre phare est composé par Ismael Miranda
- Tribute to Arsenio Rodriguez, hommage au grand musicien afro-cubain mort à la fin des années 1970
- La Oportunidad, avec les chansons à succès d'Ismael Miranda Señor Sereno et Las Mujeres Son.

Finalement, Ismael Miranda s'est lancé dans une carrière solo tandis que Larry Harlow a pris du temps de composer et produire Hommy - A Latin Opera en 1973 - basé sur Tommy, écrit par Genaro "Heny" Álvarez.
Sur l'album studio ainsi que lors de la représentation au Carnegie Hall de New York le 29 mars 1973, figuraient des stars de la Fania dont Celia Cruz, Justo Betancourt, Cheo Feliciano, Adalberto Santiago, Pete "El Conde" Rodríguez et Heny Álvarez (narrateur).
Entre 1971 et 1978, Larry Harlow est devenu un producteur prolifique pour le label Fania, travaillant sur des enregistrements de Mark "Markolino" Dimond :
- Brujeria et Beethoven's V, de Roberto Roena y Su Apollo Sound
- La Conquistadora
- Orchestra Dicupé
- Justo Betancourt (y compris son classique de 1972 Pa’ Bravo, Yo, avec un titre écrit par Ismael Miranda)
- Frankie Dante And Orquesta Flamboyan
- Santos Colón
- Latin Tempo
- La Sonora Ponceña
- Lebron Brothers
- Wuelfo
- La Terrífica
- Rafi Val y La Diferente
- Bronco
- Junior González
- Tito Gómez
- Latin Fever (un groupe entièrement composé de femmes).

Il a aussi travaillé tout seul, produisant quatre albums sur les labels Fania et Vaya Records : Sorpresa en 1972 (disque d'or), La Flauta, qui a inclus la chanson à succès La Lotería et La Música, moins couronné de succès, avec Brava, El Campesino et Latin Fever.
Larry Harlow a continué avec l'album Salsa en 1974, considéré par certains comme un album clef des années 1970, qui a marqué l'éclosion du boom de la salsa, et le retour de la charanga.
Le double album Live In Quad était le premier (et probablement le seul) album salsa enregistré en quadriphonique stéréo, avec Justo Betancourt invité en tant que cochanteur principal. L'enregistrement était non seulement brillant techniquement, mais la musique l'était également, avec des titres comme Tumba y Bongó.
Junior Gonzalez a fait encore deux albums avec Harlow :
- El Judío Maravilloso (1974), avec une touche de charanga fournie par le violoniste Félix "Pupi" Legarreta
- El Jardinero Del Amor. Entre les deux : Con Mi Viejo Amigo a réuni Larry Harlow et Ismael Miranda en 1976.

Le chanteur et chef d'orchestre cubain Marcelino Guerra a participé aux chœurs des albums de Larry Harlow entre 1971, depuis Tribute To Arsenio Rodríguez en 1974, à l'exception de Live in Quad.
Junior González est parti et a sorti une série d'albums solos, tels que :
- Tiempos Buenos (1977)
- Mi Estilio
- Naturalmente Jr. Gonzalez sur le label Fania
- Gracias sur 7th Galaxy
- Sabor y Sentimiento sur Caballo
- Más Romántico Que Nadie sur Mercury
- Lo Pasado Pasado sur EMI/CAPITOL
- En Su Tiempo... Siempre sur Sony
- Mis Raíces sur J*N/EMI.

De plus, Junior González était un des chanteurs sur l'album d'hommage de Tito Puente à Beny Moré, (1978 et 1979) ; et un des chanteurs principaux dans les albums de José Mangual : Salsa Ritmo Caliente volumes 1 et 2, avec la crème des musiciens de la salsa de New York.
Larry Harlow, membre fondateur de la Fania All Stars, a joué sur tous leurs albums jusqu'à 1976 (plus Habana Jam en 1979, enregistré à Cuba), il est aussi apparu avec eux dans les films Nuestra Cosa Latina, Live in Africa et Salsa.
En 1977, Larry Harlow a réalisé La Raza Latina, une ambitieuse « histoire de la musique latine dans le genre musical » avec Rubén Blades, nommée pour un Grammy.
Il a remplacé González par le sonero albinos Néstor Sánchez, pour l'album El Albino Divino en 1978, avec Pupi Legarreta de nouveau au violon et Rumbámbola.
En 1979, Larry Harlow s'est associé avec le Dominicain Fausto Rey pour La Responsabilidad, avec Néstor Sánchez comme choriste. Néstor Sánchez est redevenu le chanteur principal sur El Dulce Aroma Del Éxito en 1980.
Cette année, Larry Harlow et Néstor González sont réunis pour Nuestro Sentimiento Latino. Larry Harlow sort sur Coco Records en 1981, Asi Soy Yo, avec Gary Carrion comme chanteur principal et Néstor Sánchez faisant les chœurs.
Son dernier album sur Fania est Yo Soy Latino avec Néstor Sánchez.
Ensuite, dans les années 1980, la production de la salsa new-yorkaise diminuant, la production de Larry Harlow est devenue clairsemée, Señor Salsa, avec le chanteur principal Ray Pérez, était un album insignifiant sur Budda Tropical.
En 1984 il a produit La Verdad, premier album solo aux États-Unis du chanteur/compositeur Israel "Kantor" Sardinas.
En 1998, il a sorti avec son frère Andy (qui vivait à Miami depuis 1977) :
- Salsa Brothers / Miami Sessions sur Songo Records. L'album marque le retour du pianiste Mark "Markolino" Dimond, qui fait un solo sur un morceau et est coarrangé avec Andy.
- Mi Tiempo Llegó, de nouveau avec Ray Pérez, sur Cache était une tentative de retour[Selon qui ?].

En 1994, il s'est associé avec Ray Barretto, Adalberto Santiago et le virtuose du cuatro Yomo Toro pour former le Latin Legends Band, dans le but de transmettre l'héritage de la musique latine et des innovations de cette musique aux jeunes américains et latino-américains